# Dracula hawleyi
Dracula hawleyi är en orkidéart som beskrevs av Carlyle August Luer. Dracula hawleyi ingår i släktet Dracula och familjen orkidéer. Inga underarter finns listade i Catalogue of Life.